# Notopoides latus
Notopoides latus is een krabbensoort uit de familie van de Raninidae. De wetenschappelijke naam van de soort is voor het eerst geldig gepubliceerd in 1888 door Henderson.